# Oestomorpha alloea
Oestomorpha alloea är en fjärilsart som beskrevs av Walsingham 1911. Oestomorpha alloea ingår i släktet Oestomorpha och familjen stävmalar. Inga underarter finns listade i Catalogue of Life.